# Paraćin
Paraćin (în sârbă Параћин) este un oraș și o comună în districtul Pomoravlje, Serbia.
Se află la o altitudine de 128 m deasupra nivelului mării. Are o suprafață de 542 km².

## Vezi și
- Masacrul de la Paraćin